# Solo: A Star Wars Story (roman)
Pour les articles homonymes, voir Solo: A Star Wars Story.
Solo: A Star Wars Story (titre original : Solo: A Star Wars Story) est une novélisation du film du même nom écrite par Mur Lafferty (sur un scénario de Lawrence Kasdan et Jon Kasdan) et publiée aux États-Unis par Del Rey Books en 2018, puis traduite en français et publiée par les éditions Fleuve en 2019,.
Ce livre relate les événements se déroulant dans le film. L'action se situe dix ans avant la bataille de Yavin.